# Acampamento Legal
Acampamento Legal é uma série de televisão brasileira produzida pela Casa de Vídeo e exibida pela RecordTV entre 13 de agosto de 2001 e 19 de abril de 2002, em 180 episódios. Foi escrita por Edison Braga e Armando Liguori e dirigida por Helder Peixoto.
A série apostou em atores mirins que nunca tivesse tido contato com a televisão ainda. Natália Garcia, Robson Barbosa, Talita de Oliveira, Diego Montez, Agata Kissa, Paulo Igor, Amina Karoline, Jessica Carvalho e Lohan Brandão formam o grupo das crianças protagonistas que montam o clube no acampamento. O elenco adulto foi formado por Márcio Ribeiro, Luah Galvão, Armando Aliguori, Rodrigo Lombardi, Ivan de Almeida, Cleide Queiroz, Vera kowalska e Marcelo Mansfield nos papéis principais.

## Produção
Em 2001 Helder Peixoto, fundador da produtora Casa de Vídeo, notou que havia uma escassez de teledramaturgia brasileira voltado ao público infantil que unisse cultura e educação, uma vez que a TV Cultura não estava produzindo novos conteúdos desde o fim de Castelo Rá-Tim-Bum, em 1997. Além disso, produções voltadas a este público não tiveram continuidade – Chiquititas, do SBT, havia chegado ao fim naquele ano sem deixar uma sucessora brasileira e o mesmo aconteceria com Bambuluá, da Rede Globo. Em co-produção com a Central de Produções, as duas produtoras elaboraram a série com profissionais que tinham experiência apenas em campanhas publicitárias ainda, trazendo para o projeto Márcio Tavolari, Edison Braga e Armando Liguori, que passariam a escrevê-la. A RecordTV foi a primeira emissora em que a produtora levou o projeto, o qual foi aprovado.
A ideia inicial era de que seria um seriado semanal, porém a emissora solicitou que fosse gravado em um molde diário. As gravações ocorriam em duas etapas, sendo que de segunda a sexta-feira a equipe se locomovia para Amparo, no interior de São Paulo, para gravar nos cenários fixos já montados em uma fazenda, enquanto outra parte era gravada aos finais de semana em um dos 150 acampamentos no estado cadastrados pelas produtoras, utilizando sempre o que estivesse com menor fluxo para facilitar. Em um dos acampamentos a equipe encontrou destroços de um avião antigo, o qual acabou servindo de inspiração para os redatores escreverem uma história em torno para que fosse gravado ali. Outras cidades utilizadas como cenário foram Tatuí, Brotas, também no interior paulista. Cada capítulo era orçado em 45 mil reais.

### Escolha do elenco
"Nós queremos oferecer as vagas para crianças carentes e dar oportunidade a estas crianças de também se transformarem em atores-mirins"

— Helder Peixoto, da Casa de Vídeo, sobre escolher um elenco infantil desconhecido.
As produtoras optaram por crianças que ainda não tivessem feito trabalhos na televisão, extraídas de testes realizados em escolas públicas de São Paulo, alegando que a ideia era dar oportunidade para crianças que desconheciam o próprio talento ou ainda não tiveram oportunidade de expo-lo. Diferente das demais tramas da emissora, que apostavam em nomes conhecidos, os atores do elenco adulto foram escolhidos exatamente por não terem trabalhos expressivos na televisão, buscando nomes do teatro para a trama infantil, uma vez que a emissora havia desabilitado seu quadro de dramaturgia após Roda da Vida – o qual só seria retomado em 2004.
Valéria Sândalo foi escolhida para interpretar a bruxa Odisséia pela experiência que já tinha em interpretar personagens fantasiosas no teatro. Marcelo Mansfield e Márcio Ribeiro também já tinham experiência em programação infantil por terem feito parte do Rá-Tim-Bum e X-Tudo, ambos da TV Cultura. Rodrigo Lombardi, que interpretava o guarda florestal Bob, se tornaria um dos principais atores da Rede Globo anos depois, ganhando fama em Pé na Jaca.

## Conteúdo transmídia
Três semanas após o lançamento da série, a RecordTV lançou a Revista Acampamento Legal, no qual trazia informações sobre a história, entrevista com elenco e jogos interativos para as crianças, além de uma ficha de inscrição, no qual as crianças poderiam concorrer a uma participação especial na trama, sendo que uma por semana era sorteada. Em 2002 a produção realizou um projeto transmídia ao lançar a peça teatral de Acampamento Legal, trazendo parte do elenco original da série. Na trama, a turma do acampamento encontrava uma misteriosa semente que, se plantada e florescida, erradicaria o mal do mundo, sendo que as bruxas da história tentavam atrapalhar os planos e destruí-las para não se tornarem boas. A peça trouxe uma tecnologia ainda não realizada no Brasil, que utilizava óculos 3D para acompanhar os efeitos especiais, como quando as bruxas eram içadas por cabos de aço para simularem que estavam voando.

## Enredo
Júlio (Clóvis Gonçalves), Estela (Salete Fracarolli) e Joana (Sílvia Menabó) são três irmãos que não tinham a menor ideia do que fazer com a fazenda da família herdada após a morte dos pais, uma vez que nenhum deles tinha qualquer contato com o campo há muitos anos. Tatá (Márcio Ribeiro), primo dos três, sugere que eles criem um acampamento interativo, no qual os pais poderiam deixar os filhos após o colégio em segurança e no qual as crianças fariam diversas atividades esportivas e artísticas, batizando-o de Acampamento Legal. No local passam a trabalhar o monitor Zé Carlos (Armando Aliguori), o zelador Benê (Ivan de Almeida), o guarda florestal Bob (Rodrigo Lombardi), as cozinheiras Chica (Cleide Queiroz) e Landa (Paixão de Jesus), a faxineira Cândida (Ju Colombo), o instrutor de esportes Caco (Fábio Di Martino), o professor de música Curió (Luiz Carlos Bahia), além de Nelsinho, professor das crianças na escola e de reforço.
A primeira criança a chegar no local é exatamente a doce Leo (Natália Garcia), filha de Julio com sua ex-mulher, Dolores (Patrícia Pimenta), uma perua arrogante que só pensa em dinheiro e não compreende o fato da filha gostar da vida simples do campo. É com a chegada de Zezé (Luah Galvão) que tudo muda. A moça se torna monitora do local e grande amiga das crianças, que nem imaginam que ela seja, na verdade, uma bruxa que fugiu das irmãs Odisséia e Oriléia por querer ser boa. Junto com Clara (Talita de Oliveira), Bento (Diego Montez), Marga (Agata Kissa), Leila (Amina Karoline), Tati (Jessica Carvalho), Felipe (Robson Barbosa), Josiel (Lohan Brandão) e PJ, (Paulo Igor), Leo vai viver grandes aventuras que toda magia do acampamento pode proporcionar.

## Exibição
Originalmente a RecordTV pretendia inaugurar o segundo horário para produções com Acampamento Legal, a qual seria dedicada apenas para séries e novelas infanto-juvenis, porém com os problemas que ocorreram em Roda da Vida, a emissora decidiu manter apenas a faixa de "novela das oito". A série estreou em 13 de agosto de 2001 às 20h quando a sucessora ainda estava no ar, estratégia adotada para aproveitar o público de Roda da Vida, que estava na reta final, mantendo as duas no ar por duas semanas, quando a segunda chegou ao fim em 31 de agosto, deixando o horário livre para Acampamento Legal. A trama era reexibida no dia seguinte a original as 9h, antes do programa Eliana & Alegria.

## Elenco
| Ator/Atriz         | Personagem                                  |
| ------------------ | ------------------------------------------- |
| Natália Garcia     | Maria Leopoldina Hernandez Boaventura (Leo) |
| Robson Barbosa     | Felipe                                      |
| Talita de Oliveira | Clara                                       |
| Agata Kissa        | Margareth (Marga)                           |
| Paulo Igor         | Pedro Jonas (PJ)                            |
| Amina Karoline     | Leila                                       |
| Jessica Carvalho   | Tatiana (Tati)                              |
| Lohan Brandão      | Josiel (Lino)                               |
| Diego Montez       | Bento                                       |

| Ator/Atriz        | Personagem                   |
| ----------------- | ---------------------------- |
| Márcio Ribeiro    | Tadeu Boaventura (Tatá)      |
| Luah Galvão       | Maria Josefina (Zezé)        |
| Armando Liguori   | Zé Carlos                    |
| Rodrigo Lombardi  | Guarda Bob                   |
| Ivan de Almeida   | Benê                         |
| Cleide Queiroz    | Tia Chica                    |
| Ju Colombo        | Candinha                     |
| Paixão de Jesus   | Landa                        |
| Luiz Carlos Bahia | Curió                        |
| Valéria Sândalo   | Odisséia                     |
| Vera Kowalska     | Oriléia                      |
| Marcelo Mansfield | Barão do Beleléu             |
| Norival Rizzo     | Vira-Lobos                   |
| Patrícia Pimenta  | Dolores Hernandez Boaventura |
| Clóvis Gonçalves  | Júlio Boaventura             |
| Salete Fracarolli | Estela Boaventura            |
| Sílvia Menabó     | Joana Boaventura             |
| Marcos Teixeira   | Prof. Nelsinho               |
| Fábio Di Martino  | Prof. Caco                   |

### Participações especiais
| Ator/Atriz                | Personagem           |
| ------------------------- | -------------------- |
| José Mojica Marins        | Bruxo-Mor            |
| Bárbara Paz               | Guardiã do Portal    |
| Claudionor Erasmo Peixoto | Grão Bruxo Sinfrônio |
| Cacá Bloise               | Menelau              |
| Gonzaga Pedrosa           | Daniel               |
| Wagner Maciel             | Dr. Davi             |

## Audiência
Acampamento Legal manteve uma média de 3 pontos diários em seus dois primeiros meses. Estes números foram considerados insatisfatórios pela emissora, uma vez que sua antecessora, a telenovela Roda da Vida, marcava uma média de 5 pontos, o qual já era considerado baixo pela direção. Posteriormente a série conseguiu estabilizar-se e chegou a marcar médias de 8 pontos. Com isso a emissora passou a realizar reprises nas manhãs do dia seguinte, que atingiam 2 pontos.

## Recepção da crítica
Ricardo Feltrin, do jornal Folha de S.Paulo, deu aval positivo para a trama, comentando que a trama tinha "ótimos atores" e "histórias bem inteligentes", notando que isso era algo incomum na teledramaturgia infanto-juvenil e que a emissora tinha acertado em apostar em algo mais educativo. Silvia Ruiz, do portal Terra, disse que Acampamento Legal tinha "tudo para conquistar a criançada que, em grande parte das vezes, manda no controle remoto nas primeiras horas da noite", elogiando as temáticas sobre aventura, luta do bem contra o mal e elementos mágicos, dizendo que era algo clássico para atrair as crianças. A jornalista comparou a trama com Castelo Rá-Tim-Bum, da TV Cultura, dizendo que estava ainda longe da qualidade desta, porém dizendo também que era superior a Chiquititas, do SBT.

## Controvérsias
Em março de 2002 os autores e atores da série entraram com uma ação judicial contra as produtoras Casa de Vídeo e Central de Produção, alegando que os salários não eram pagos desde outubro de 2001 e que, por diversas vezes, os produtores alegaram que iam quitar os atrasados e não cumpriram, pedindo também que a RecordTV retirasse a série do ar. Os representantes da Casa de Vídeo alegaram que a responsabilidade era da Central de Produções, que não havia conseguido captar recursos suficientes. Apesar da RecordTV apenas comprar os direitos de transmissão da série e não ter nenhuma ligação com sua realização, a emissora decidiu pagar os salários atrasados por conta própria, porém rompeu o vínculo com as produtoras e o projeto acabou cancelado.